# نعيمة جمعة
نعيمة إبراهيم غريب جمعة (ولدت في 30 ديسمبر 1999) هي لاعبة كرة قدم إماراتية محترفة تلعب كـ مهاجم (كرة القدم) في الدوري الإماراتي الممتاز للسيدات لنادي نادي أبو ظبي الرياضي ومنتخب الإمارات العربية المتحدة لكرة القدم للسيدات.

## مسيرتها مع الأندية

### أبوظبي
في 3 أكتوبر 2024، سجلت جمعة هدفين ضد ووهان، مما غير مجريات المباراة لصالح الفريق الإماراتي الذي حقق أول انتصار له في دور المجموعات من دوري أبطال آسيا للسيدات، محققاً النقاط الثلاث.

## مسيرتها الدولية
تمكنت من التواجد في التشكيلة النهائية للمنتخب الإماراتي في بطولة غرب آسيا لكرة القدم للسيدات 2019.
في 7 يناير 2019، سجلت نعيمة هدفها الأول في المنافسات الرسمية ضد منتخب الأردن لكرة القدم للسيدات، حيث افتتحت التسجيل في الدقيقة 31.

## إحصائيات مسيرتها

### دولياً
آخر تحديث match played 11 February 2024.
| المنتخب الوطني | السنة   | المباريات | الأهداف |
| -------------- | ------- | --------- | ------- |
| الإمارات       | 2016    | 8         | 1       |
| الإمارات       | 2017    | 8         | 1       |
| الإمارات       | 2018    | 1         | 0       |
| الإمارات       | 2019    | 7         | 1       |
| الإمارات       | 2021    | 7         | 2       |
| الإمارات       | 2022    | 5         | 0       |
| الإمارات       | 2024    | 2         | 0       |
| المجموع        | المجموع | 38        | 5       |

تُدرج النتائج والأهداف بحيث يتم ذكر مجموع أهداف الإمارات أولاً، ويُشير عمود النتيجة إلى النتيجة بعد كل هدف سجلته نعيمة.
| الرقم | التاريخ        | المكان                                         | الخصم    | النتيجة | النتيجة النهائية | المنافسة                               | Ref. |
| ----- | -------------- | ---------------------------------------------- | -------- | ------- | ---------------- | -------------------------------------- | ---- |
| 1     | 3 مارس 2016    | ملعب ذياب عوانة، دبي، الإمارات العربية المتحدة | المالديف | 1–0     | 1–0              | مباراة ودية                            |      |
| 2     | 3 مارس 2016    | استاد جالان بيسار، سنغافورة                    | سنغافورة | 1–0     | 4–0              | مباراة ودية                            |      |
| 3     | 7 يناير 2019   | استاد المحرق، المحرّق، البحرين                  | الأردن   | 1–0     | 1–4              | بطولة غرب آسيا لكرة القدم للسيدات 2019 |      |
| 4     | 18 أكتوبر 2021 | استاد دولن أمورزاكوف، بِشكيك، قيرغيزستان        | غوام     | 1–0     | 2–1              | تصفيات كأس آسيا للسيدات 2022           |      |
| 5     | 22 أغسطس 2021  | ملعب ذياب عوانة، دبي، الإمارات العربية المتحدة | المالديف | 4–0     | 5–1              | مباراة ودية                            |      |

## الألقاب
أبوظبي
- دوري كرة القدم للسيدات في الإمارات:
  -  البطل: 2018–19، 2021–22، 2022–23، 2023–24
- بطولة أندية غرب آسيا للسيدات:
  -  المركز الثالث: 2019

## روابط خارجية
- نعيمة جمعة  على سكروي
- نعيمة جمعة على الأرشيف الرياضي العالمي

- Naeema Juma at specialolympics.org